# Albert I., kralj Njemačke
Albert I. (njem. Albrecht I.) (?, o. 1255. – Brugg, Švicarska, 1. svibnja 1308.), njemački kralj (1298. – 1308.) i austrijski i štajerski vojvoda iz dinastije Habsburg. Bio je prvi član obitelji Habsburg s titulom austrijskog vojvode.

## Životopis
Nakon smrti njegova oca, kralja Rudolfa I. († 1291.), njemački izborni knezovi pobojali su se moćnih Habsburgovaca pa su za novog njemačkog kralja izabrali Adolfa Nassauskog (1292. – 1298.). Albert je bio primoran prihvatiti njihov izbor i priznati novoga vladara, a istovremeno je radio na učvršćivanju vlasti u svojim nasljednim zemljama. U Austriji, koju je njegovo otac stekao za obitelj Habsburg, plemstvo se pobunilo protiv novih gospodara, no Albert je u tri godine uspio slomiti njihov otpor i sklopiti savez s hrvatsko-ugarskim kraljem Andrijom III. (1290. – 1301.), čime je osigurao svoje istočne posjede.
Kada je sredio prilike u svojim zemljama, okrenuo se protiv njemačkog kralja Adolfa, kojeg je porazio u bitci uz pomoć naklonosti knezova izbornika i okrunio se za njemačkog kralja. Nastojao je ženidbenim vezama domoći se Češke i proširiti vlastite posjede na Nizozemsku i Tiringiju no pao je kao žrtva atentata 1308. godine.

## Vanjske poveznice
- Albrecht I. Hrvatska enciklopedija

| Prethodnik: Adolf Nassauski (1292. – 1298.) | Rimsko-njemački kralj (1298. – 1308.) | Nasljednik: Henrik VII. (1308. – 1313.) |